# Pemfigo paraneoplastico
Per pemfigo paraneoplastico in campo medico, si intende una forma di pemfigo secondaria ad una neoplasia. 

## Manifestazioni
Il quadro clinico che si presenta ricorda quello del pemfigo volgare. 
Le masse tumorali che accompagnano il pemfigo sono di diversa origine, la più comuni rimangono i linfomi non Hodgkin.

## Esami
Una corretta diagnosi della malattia avviene tramite esami specifici fra cui l'immunofluorescenza.

## Diagnosi differenziale
Si pone in diagnosi differenziale principalmente con il pemfigo volgare. 

## Terapia
Il trattamento deve essere mirato alla cura della lesione tumorale della persona.